# Sokratis Papastathopoulos
Sokratis Papastathopoulos (Kalamata, 9. lipnja 1988.) bivši je grčki nogometaš.

## Vanjske poveznice
- Profil na Transfermarktu
- Profil na Soccerwayu